# گیرسترن
گیرسترن (به هلندی: Geesteren) یک منطقهٔ مسکونی در هلند است که در برکل‌لاند واقع شده‌است. گیرسترن ۱۹٫۸۵ کیلومتر مربع مساحت و ۱٬۳۲۰ نفر جمعیت دارد.